# Билинний вірш
Били́нний вірш — старовинна віршова форма билин.
Відзначається багатством і різноманітністю ритмічних конструкцій, що унеможливлює однозначне трактування його будови.
Переважна кількість дослідників вважає билинний вірш різновидом тонічного вірша. Є припущення, що ритмічною одиницею билинного вірша спочатку була п'ятискладова стопа з наголосом на середньому складі.
Такий вірш часто зустрічається у вигляді чотирискладової стопи із сталою чи рухомою анакрузою. Такий вірш із численними модифікаціями в поєднанні наголошених і ненаголошених складів називається тактовим.
Билинний вірш може будуватися на основі дисиметричного акцентного віршування, при якому кожен рядок має рівну кількість наголошених, логічно виділених слів — це так званий ударник.
Якщо билинний вірш організовується за принципом інтонаційно—фразового групування, при якому словосполучення діляться смисловими паузами і рівноскладовими клаузулами, такий вірш зветься фразовиком.